# Armata Continentală
Continental Army, în limba română, Armata continentală, a fost armata formată în perioada izbucnirii Războiului american de independență de către cele treisprezece colonii ale Marii Britanii din America de Nord, care s-au declarat independente la 4 iulie 1776, constituind ulterior Statele Unite ale Americii.
Fondarea Armatei continentale este legată de o rezoluție a Congresului Continental (în original, Continental Congress) din 14 iunie 1775, prin care se crea o armată capabilă de coordona eforturile militare ale celor Treisprezece Colonii (în original, [The] Thirteen Colonies) în lupta acestora împotriva forțelor armate ale Marii Britanii. Continental Army a colaborat în conjuncție cu milițiile locale și cu alte trupe care rămăseseră sub controlul diferitelor state individuale. Generalul de armată George Washington, devenit ulterior întâiul președinte al viitoarei țări Statele Unite ale Americii, a fost comandantul șef al armatei de-a lungul întregului război.
Cea mai mare parte a Armatei Continentale a fost dezmembrată în 1783, după semnarea la 3 septembrie 1783 a tratatul de la Paris, care a consfințit oficial încheierea războiului, respectiv după ce Congresul Confederației, cea de-a treia entitate guvernantă a Statelor Unite în ordine cronologică, a ratificat tratatul la 14 ianuarie 1784. Forțele rămase sub arme au format ulterior nucleul a ceea ce urma să devină armata noii entități statale, United States Army.

## Crearea Armatei continentale
Patru generali maiori (Artemas Ward, Charles Lee, Philip Schuyler și Israel Putnam), respectiv opt generali locotenenți (Seth Pomeroy, Richard Montgomery, David Wooster, William Heath, Joseph Spencer, John Thomas, John Sullivan și Nathanael Greene) au fost numiți în decurs de câteva zile.

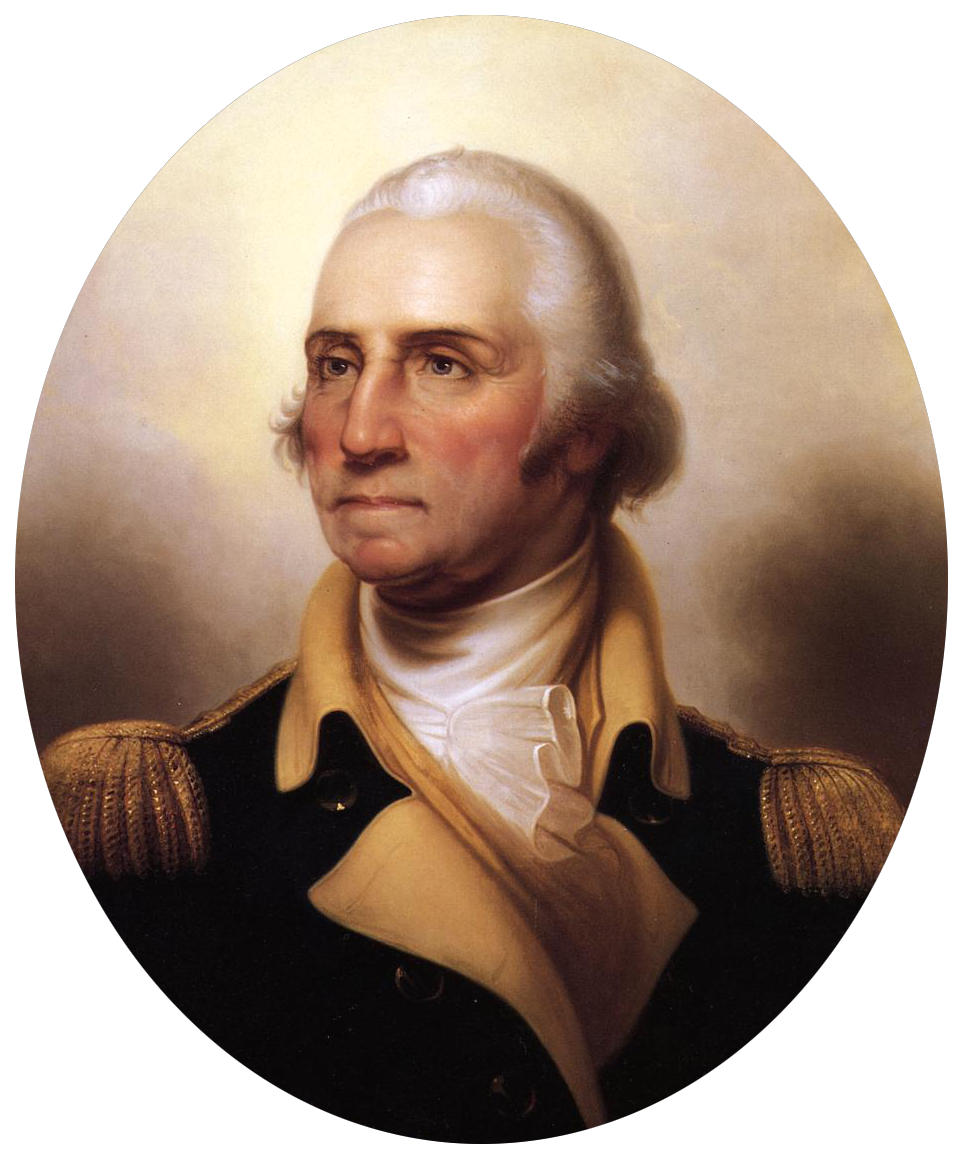
Generalul George Washington a fost numit comandant al Continental Army în 15 iunie 1775.

## Structura

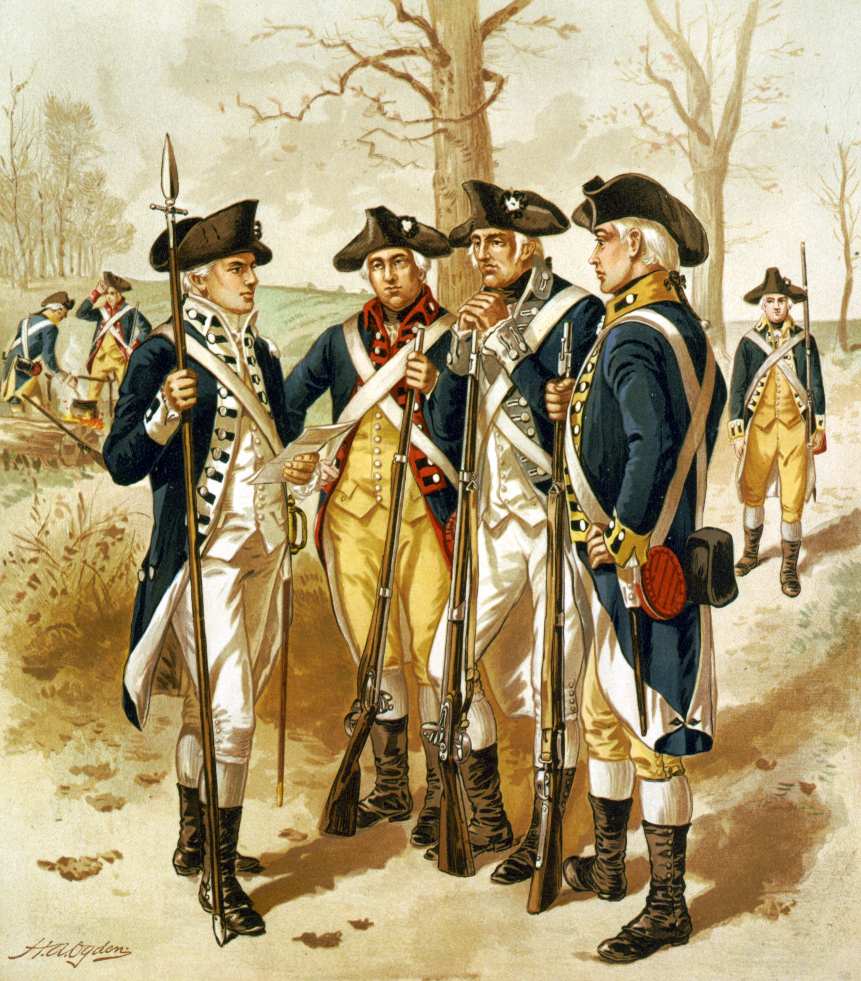
Infanteria Armatei continentale

## Demobilizare
Washington și-a luat rămas bun de la ofițerii săi, care rămăseseră activi, în ziua de 4 decembrie 1783 în locul numit Fraunces' Tavern din New York City. În 23 decembrie a apărut în fața Congresului Continental, pe atunci întrunit în Annapolis, Maryland, înapoind numirea sa în calitate de Comandant Suprem al forțelor Armatei Continentale. Citatul următor reprezintă cuvintele de adio rostite de George Washington în fața Congresului Confederației, (în original, en  Congress of the Confederation), cel de-al treilea organ guvernant al Statelor Unite și precursorul actualului Congres american.
| “ | "Having now finished the work assigned me, I retire from the great theatre of Action; and bidding an Affectionate farewell to this August body under whose orders I have so long acted, I here offer my Commission, and take my leave of all the employments of public life. | ” |

ceea ce se poate traduce, relativ liber, conform textului de mai jos
| “ | "Terminând acum munca pentru care am fost investit, mă retrag de pe scena marelui teatru al Acțiunii; și prezentând un Adio plin de afecțiune acestui grup August sub ale cărui ordine am acționat pentru un timp atât de îndelungat, iată aici ofer Învestitura mea și mă retrag din toate posturile vieții publice. | ” |

## Bătălii importante
- Asediului Bostonului
- Bătălia de la Long Island
- Bătălia de la Trenton
- Bătălia de la Princeton
- Bătălia de la Brandywine
- Bătălia de la Germantown
- Bătălia de la Saratoga
- Bătălia de la Monmouth
- Bătălia de la Charleston
- Bătălia de la Camden
- Bătălia de la Cowpens
- Bătălia de la Guilford Court House
- Asediul Yorktownului

## Bibilografie suplimentară
- en  Carp, E. Wayne. To Starve the Army at Pleasure: Continental Army Administration and American Political Culture, 1775–1783. Chapel Hill: University of North Carolina Press, 1984. ISBN 080781587X.
- en  Gillett, Mary C. The Army Medical Department, 1775–1818. Washington: Center of Military History, U.S. Army, 1981.
- en  Martin, James Kirby, and Mark Edward Lender. A Respectable Army: The Military Origins of the Republic, 1763–1789. 2nd ed. Wheeling, Illinois: Harlan Davidson, 2006. ISBN 0882952390.
- en  Mayer, Holly A. Belonging to the Army: Camp Followers and Community during the American Revolution. Columbia: University of South Carolina Press, 1999. ISBN 1570033390; ISBN 1570031088.
- en  Risch, Erna. Supplying Washington's Army. Washington, D.C.: Center of Military History, U.S. Army, 1981. Available online Arhivat în 17 noiembrie 2007, la Wayback Machine. from the U.S. Army website.